# Charles Bernard Joseph Percin
Pour les articles homonymes, voir Percin.
Charles Bernard Joseph de Percin, marquis de Montgaillard et de La Valette, comte de Caumont, né le 27 mai 1747 à Montgaillard (Tarn-et-Garonne), mort en 1795 à  Fleurance (Gers), est un général de brigade de la Révolution française.

## Biographie
Il entre en service le 4 juillet 1764, comme sous-lieutenant au régiment de Conti dragons, et il quitte le service en 1766.
Rétabli dans ses fonctions le 4 mai 1768, il devient capitaine commandant le 14 septembre suivant. Il passe capitaine le 5 mai 1772 au régiment Marche-Prince-Cavalerie, et capitaine commandant le 16 juin 1776. Le 13 avril 1780, il est nommé mestre de camp en second du Régiment Bourgogne infanterie, et le 10 mars 1788, il commande le régiment d'Île-de-France, avant de prendre le commandement du régiment de Guyenne le 4 mai de la même année. il est fait chevalier de Saint-Louis en 1788. 
Il est promu maréchal de camp employé à l'armée du Midi par la Convention nationale le 6 février 1792, et il démissionne le 5 septembre suivant.
Il a épousé le 29 octobre 1766, Madeleine Antoinette-Charlotte de Gontaut-Biron de Saint Blancard.
Il meurt en 1795 à Fleurance.

## Sources
- Charles Bernard Joseph de Percin  sur roglo.eu
- Alphonse Brémond, Nobilaire Toulousain: inventaire général des titres probants de la Noblesse, 1863
- Georges Six, Dictionnaire biographique des généraux & amiraux français de la Révolution et de l'Empire (1792-1814), Paris : Librairie G. Saffroy, 1934, 2 vol., p. 220